# Asian Women's Club Volleyball Championship 2018
Asian Women's Club Volleyball Championship 2018 var den 19:e upplagan av Asian Women's Club Volleyball Championship, den mest prestigefylla årliga volleybolltävlingen för klubblag i Asien. Turneringen arrangerades av  Asian Volleyball Confederation (AVC) i samarbete med de lokala arrangörerna, Kazakstans volleybollförbund. Turneringen hölls i Öskemen, Kazakstan från 11 till 18 juli 2018 och nio lag deltog. Supreme VC vann turneringen för andra gången genom att besegra NEC Red Rockets i finalen och kvalificerade sig därigenom för Världsmästerskapet i volleyboll för klubblag 2018. Ajcharaporn Kongyot utsågs till mest värdefulla spelare.

## Kvalificerade lag
Följande lag var kvalificerade för turneringen
| Förbund    | Lag                   | Kvalificerad som       |
| ---------- | --------------------- | ---------------------- |
| Kazakstan  | VK Altaj              | Kazakstanska mästare   |
| Kina       | Jiangsu Zenith Steel  | Kinesiska mästare      |
| Taiwan     | CMFC                  | Taiwanesiska mästare   |
| Indonesien | Garuda VC             | Indonesiska mästare    |
| Iran       | BV Paykan             | Iranska mästare        |
| Japan      | NEC Red Rockets       | Japanska mästare       |
| Sri Lanka  | Lanka Lions           | Lankesisk mästare 2017 |
| Thailand   | Supreme Chonburi      | Thailändska mästare    |
| Vietnam    | VTV Bình Điền Long An | Vietnamesiska mästare  |

## Gruppsammansättning
Detta var det första asiatiska klubbmästerskapet i volleyboll som använde ett nytt tävlingsformat. Efter beslut av AVC:s styrelse 2017 kom det nya formatet att medföra att lag lottades in i fyra pooler upp till det totala antalet lag. Varje lag såväl som värdlaget tilldelades en pool enligt deras ranking 2017. De tre bäst rankade lagen drogs i samma grupp A, de följande fyra i grupp B och de sista i grupp C.
| Grupp A      | Grupp B       | Grupp C        |
| ------------ | ------------- | -------------- |
| Thailand (1) | Kazakstan (4) | Vietnam (7)    |
| Japan (2)    | Taiwan (5)    | Indonesien (–) |
| Kina (3)     | Iran (6)      | Sri Lanka (–)  |

## Förrundan
- Alla tider är kazakstansk tid (UTC+06:00).

### Rankningsordning och poängfördelning
Om slutresultatet blev 3-0 eller 3-1 tilldelades 3 poäng till det vinnande laget och 0 till det förlorande laget, om slutresultatet blev 3-2 tilldelades 2 poäng till det vinnande laget och 1 till det förlorande laget. 
Rankningsordningen i serien definierades utifrån:
- Antal vunna matcher
- Poäng
- Kvot vunna / förlorade set
- Kvot vunna / förlorade poäng.
- Inbördes möte(n)

### Grupp A
| Pos | Lag                  | M | V | F | P | SV | SF | SK    | BV  | BF  | BK    | Kvalificering |
| --- | -------------------- | - | - | - | - | -- | -- | ----- | --- | --- | ----- | ------------- |
| 1   | NEC Red Rockets      | 2 | 2 | 0 | 5 | 6  | 3  | 2,000 | 207 | 199 | 1,040 | Kvartsfinaler |
| 2   | Supreme Chonburi     | 2 | 1 | 1 | 4 | 5  | 3  | 1,667 | 176 | 159 | 1,107 | Kvartsfinaler |
| 3   | Jiangsu Zenith Steel | 2 | 0 | 2 | 0 | 1  | 6  | 0,167 | 151 | 176 | 0,858 | Kvartsfinaler |

| Datum  | Tid   |                      | Resultat |                      | Set 1 | Set 2 | Set 3 | Set 4 | Set 5 | Totalt  | Rapport |
| ------ | ----- | -------------------- | -------- | -------------------- | ----- | ----- | ----- | ----- | ----- | ------- | ------- |
| 11 Jul | 15:00 | Supreme Chonburi     | 3–0      | Jiangsu Zenith Steel | 25–20 | 25–22 | 25–11 |       |       | 75–53   | Rapport |
| 12 Jul | 15:00 | NEC Red Rockets      | 3–2      | Supreme Chonburi     | 20–25 | 21–25 | 25–22 | 25–18 | 15–11 | 106–101 | Rapport |
| 13 Jul | 15:00 | Jiangsu Zenith Steel | 1–3      | NEC Red Rockets      | 25–21 | 24–26 | 27–29 | 22–25 |       | 98–101  | Rapport |

### Grupp B
| Pos | Lag       | M | V | F | P | SV | SF | SK    | BV  | BF  | BK    |                |
| --- | --------- | - | - | - | - | -- | -- | ----- | --- | --- | ----- | -------------- |
| 1   | VK Altaj  | 2 | 2 | 0 | 6 | 6  | 1  | 6,000 | 171 | 130 | 1,315 | Kvartsfinaler  |
| 2   | CMFC      | 2 | 1 | 1 | 2 | 4  | 5  | 0,800 | 184 | 198 | 0,929 | Placeringsspel |
| 3   | BV Paykan | 2 | 0 | 2 | 1 | 2  | 6  | 0,333 | 153 | 180 | 0,850 | Kvartsfinaler  |

| Datum  | Tid   |           | Resultat |           | Set 1 | Set 2 | Set 3 | Set 4 | Set 5 | Totalt  | Rapport |
| ------ | ----- | --------- | -------- | --------- | ----- | ----- | ----- | ----- | ----- | ------- | ------- |
| 11 Jul | 18:30 | BV Paykan | 0–3      | VK Altaj  | 18–25 | 16–25 | 17–25 |       |       | 51–75   | Rapport |
| 12 Jul | 18:30 | CMFC      | 3–2      | BV Paykan | 24–26 | 26–24 | 15–25 | 25–16 | 15–11 | 105–102 | Rapport |
| 13 Jul | 19:00 | VK Altaj  | 3–1      | CMFC      | 21–25 | 25–18 | 25–13 | 25–23 |       | 96–79   | Rapport |

### Grupp C
| Pos | Lag                   | M | V | F | P | SV | SF | SK    | BV  | BF  | BK    |                |
| --- | --------------------- | - | - | - | - | -- | -- | ----- | --- | --- | ----- | -------------- |
| 1   | Garuda VC             | 2 | 2 | 0 | 6 | 6  | 1  | 6,000 | 165 | 131 | 1,260 | Kvartsfinaler  |
| 2   | VTV Bình Điền Long An | 2 | 1 | 1 | 3 | 4  | 3  | 1,333 | 159 | 119 | 1,336 | Kvartsfinaler  |
| 3   | Lanka Lions           | 2 | 0 | 2 | 0 | 0  | 6  | 0,000 | 76  | 150 | 0,507 | Placeringsspel |

| Datum  | Tid   |                       | Resultat |                       | Set 1 | Set 2 | Set 3 | Set 4 | Set 5 | Totalt | Rapport |
| ------ | ----- | --------------------- | -------- | --------------------- | ----- | ----- | ----- | ----- | ----- | ------ | ------- |
| 11 Jul | 12:30 | VTV Bình Điền Long An | 3–0      | Lanka Lions           | 25–8  | 25–10 | 25–11 |       |       | 75–29  | Rapport |
| 12 Jul | 12:30 | Lanka Lions           | 0–3      | Garuda VC             | 20–25 | 16–25 | 11–25 |       |       | 47–75  | Rapport |
| 13 Jul | 12:30 | Garuda VC             | 3–1      | VTV Bình Điền Long An | 15–25 | 25–18 | 25–18 | 25–23 |       | 90–84  | Rapport |

## Huvudrunda

### Slutspel
|  | Åttondelsfinaler     | Åttondelsfinaler     |                       |   | Kvartsfinaler | Kvartsfinaler |   |  | Semifinaler | Semifinaler |  |  | Final | Final |
|  |                      |                      |                       |   |               |               |   |  |             |             |  |  |       |       |
|  |                      |                      |                       |   |               |               |   |  |             |             |  |  |       |       |
|  |                      |                      |                       |   |               |               |   |  |             |             |  |  |       |       |
|  |                      |                      |                       |   |               |               |   |  |             |             |  |  |       |       |
|  | 14 juli              |                      |                       |   |               |               |   |  |             |             |  |  |       |       |
|  |                      |                      |                       |   |               |               |   |  |             |             |  |  |       |       |
|  | Supreme Chonburi     | 3                    |                       |   |               |               |   |  |             |             |  |  |       |       |
|  | Supreme Chonburi     | 3                    |                       |   |               |               |   |  |             |             |  |  |       |       |
|  |                      |                      | BV Paykan             | 0 |               |               |   |  |             |             |  |  |       |       |
|  |                      |                      | BV Paykan             | 0 |               |               |   |  |             |             |  |  |       |       |
|  |                      |                      | 17 juli               |   |               |               |   |  |             |             |  |  |       |       |
|  |                      |                      |                       |   |               |               |   |  |             |             |  |  |       |       |
|  | Supreme Chonburi     | 3                    |                       |   |               |               |   |  |             |             |  |  |       |       |
|  | Supreme Chonburi     | 3                    |                       |   |               |               |   |  |             |             |  |  |       |       |
|  |                      | Jiangsu Zenith Steel | 0                     |   |               |               |   |  |             |             |  |  |       |       |
|  |                      | Jiangsu Zenith Steel | 0                     |   |               |               |   |  |             |             |  |  |       |       |
|  | 14 juli              |                      |                       |   |               |               |   |  |             |             |  |  |       |       |
|  |                      |                      |                       |   |               |               |   |  |             |             |  |  |       |       |
|  | Jiangsu Zenith Steel | 3                    |                       |   |               |               |   |  |             |             |  |  |       |       |
|  | Jiangsu Zenith Steel | 3                    |                       |   |               |               |   |  |             |             |  |  |       |       |
|  |                      |                      | Garuda VC             | 0 |               |               |   |  |             |             |  |  |       |       |
|  |                      |                      | Garuda VC             | 0 |               |               |   |  |             |             |  |  |       |       |
|  |                      |                      | 18 juli               |   |               |               |   |  |             |             |  |  |       |       |
|  |                      |                      |                       |   |               |               |   |  |             |             |  |  |       |       |
|  | Supreme Chonburi     | 3                    |                       |   |               |               |   |  |             |             |  |  |       |       |
|  | Supreme Chonburi     | 3                    | 14 juli               |   |               |               |   |  |             |             |  |  |       |       |
|  |                      | NEC Red Rockets      | 2                     |   |               |               |   |  |             |             |  |  |       |       |
|  | CMFC                 | NEC Red Rockets      | 2                     | 3 |               |               |   |  |             |             |  |  |       |       |
|  | CMFC                 | 16 juli              |                       | 3 |               |               |   |  |             |             |  |  |       |       |
|  | Lanka Lions          | 0                    |                       |   |               |               |   |  |             |             |  |  |       |       |
|  | Lanka Lions          | 0                    | NEC Red Rockets       | 3 |               |               |   |  |             |             |  |  |       |       |
|  |                      |                      | NEC Red Rockets       | 3 |               |               |   |  |             |             |  |  |       |       |
|  |                      |                      | CMFC                  | 1 |               |               |   |  |             |             |  |  |       |       |
|  |                      |                      | CMFC                  | 1 |               |               |   |  |             |             |  |  |       |       |
|  |                      |                      | 17 juli               |   |               |               |   |  |             |             |  |  |       |       |
|  |                      |                      |                       |   |               |               |   |  |             |             |  |  |       |       |
|  | NEC Red Rockets      | 3                    |                       |   |               |               |   |  |             |             |  |  |       |       |
|  | NEC Red Rockets      | 3                    |                       |   |               |               |   |  |             |             |  |  |       |       |
|  |                      | VK Altaj             | 0                     |   | Bronsmatch    | Bronsmatch    |   |  |             |             |  |  |       |       |
|  |                      | VK Altaj             | 0                     |   | Bronsmatch    | Bronsmatch    |   |  |             |             |  |  |       |       |
|  | 14 juli              | 14 juli              |                       |   | 18 juli       | 18 juli       |   |  |             |             |  |  |       |       |
|  | 14 juli              | 14 juli              |                       |   | 18 juli       | 18 juli       |   |  |             |             |  |  |       |       |
|  | VK Altaj             | 3                    | Jiangsu Zenith Steel  | 3 |               |               |   |  |             |             |  |  |       |       |
|  | VK Altaj             | 3                    | Jiangsu Zenith Steel  | 3 |               |               |   |  |             |             |  |  |       |       |
|  |                      |                      | VTV Bình Điền Long An | 0 |               | VK Altaj      | 2 |  |             |             |  |  |       |       |
|  |                      |                      | VTV Bình Điền Long An | 0 |               | VK Altaj      | 2 |  |             |             |  |  |       |       |
|  |                      |                      |                       |   |               |               |   |  |             |             |  |  |       |       |
|  |                      |                      |                       |   |               |               |   |  |             |             |  |  |       |       |
|  |                      |                      |                       |   |               |               |   |  |             |             |  |  |       |       |

#### Åttonsdelsfinaler
- Vinnaren går vidare till kvartsfinal
- Förloraren går vidare till placeringsspel om plats 5-9

| Datum  | Tid   |      | Resultat |             | Set 1 | Set 2 | Set 3 | Set 4 | Set 5 | Totalt | Rapport |
| ------ | ----- | ---- | -------- | ----------- | ----- | ----- | ----- | ----- | ----- | ------ | ------- |
| 14 Jul | 17:30 | CMFC | 3–0      | Lanka Lions | 25–12 | 25–12 | 25–11 |       |       | 75–35  | Rapport |

#### Kvartsfinaler
- Vinnaren går vidare till semifinal
- Förloraren går vidare till placeringsspel om plats 5-9

| Datum  | Tid   |                      | Resultat |                       | Set 1 | Set 2 | Set 3 | Set 4 | Set 5 | Totalt | Rapport |
| ------ | ----- | -------------------- | -------- | --------------------- | ----- | ----- | ----- | ----- | ----- | ------ | ------- |
| 14 Jul | 12:30 | Jiangsu Zenith Steel | 3–0      | Garuda VC             | 25–21 | 25–22 | 25–20 |       |       | 75–63  | Rapport |
| 14 Jul | 15:00 | Supreme Chonburi     | 3–0      | BV Paykan             | 25–14 | 25–12 | 25–16 |       |       | 75–42  | Rapport |
| 14 Jul | 20:00 | VK Altaj             | 3–0      | VTV Bình Điền Long An | 25–17 | 25–21 | 25–15 |       |       | 75–53  | Rapport |
| 16 Jul | 19:00 | NEC Red Rockets      | 3–1      | CMFC                  | 25–15 | 25–18 | 19–25 | 25–15 |       | 94–73  | Rapport |

#### Semifinaler
| Datum  | Tid   |                  | Resultat |                      | Set 1 | Set 2 | Set 3 | Set 4 | Set 5 | Totalt | Rapport |
| ------ | ----- | ---------------- | -------- | -------------------- | ----- | ----- | ----- | ----- | ----- | ------ | ------- |
| 17 Jul | 15:00 | Supreme Chonburi | 3–0      | Jiangsu Zenith Steel | 25–19 | 25–19 | 25–15 |       |       | 75–53  | Rapport |
| 17 Jul | 18:00 | NEC Red Rockets  | 3–0      | VK Altaj             | 25–20 | 25–17 | 28–26 |       |       | 78–63  | Rapport |

#### Match om tredjepris
| Datum  | Tid   |                      | Resultat |          | Set 1 | Set 2 | Set 3 | Set 4 | Set 5 | Totalt  | Rapport |
| ------ | ----- | -------------------- | -------- | -------- | ----- | ----- | ----- | ----- | ----- | ------- | ------- |
| 18 Jul | 15:00 | Jiangsu Zenith Steel | 3–2      | VK Altaj | 25–20 | 25–23 | 21–25 | 17–25 | 15–12 | 103–105 | Rapport |

#### Final
- Winners will advance till World Championship.

| Datum  | Tid   |                  | Resultat |                 | Set 1 | Set 2 | Set 3 | Set 4 | Set 5 | Totalt | Rapport |
| ------ | ----- | ---------------- | -------- | --------------- | ----- | ----- | ----- | ----- | ----- | ------ | ------- |
| 18 Jul | 18:00 | Supreme Chonburi | 3–2      | NEC Red Rockets | 13–25 | 25–21 | 25–18 | 20–25 | 16–14 | 99–103 | Rapport |

### Placeringsspel

#### Play-off 1
- Vinnaren vidare till spel om plats 5-8
- Förloraren blir nia i turneringen.

| Datum  | Tid   |                       | Resultat |             | Set 1 | Set 2 | Set 3 | Set 4 | Set 5 | Totalt | Rapport |
| ------ | ----- | --------------------- | -------- | ----------- | ----- | ----- | ----- | ----- | ----- | ------ | ------- |
| 16 Jul | 13:30 | VTV Bình Điền Long An | 3–0      | Lanka Lions | 25–8  | 25–19 | 25–18 |       |       | 75–45  | Rapport |

#### Play-off 2
- Bägge lagen vidare till spel om plats 5-8

| Datum  | Tid   |           | Resultat |           | Set 1 | Set 2 | Set 3 | Set 4 | Set 5 | Totalt | Rapport |
| ------ | ----- | --------- | -------- | --------- | ----- | ----- | ----- | ----- | ----- | ------ | ------- |
| 16 Jul | 16:00 | BV Paykan | 1–3      | Garuda VC | 25–23 | 20–25 | 22–25 | 18–25 |       | 85–98  | Rapport |

#### Spel om plats 5-8
|  | Matcher om plats 5-8  | Matcher om plats 5-8 |                      |   | Match om femteplats | Match om femteplats |
|  |                       |                      |                      |   |                     |                     |
|  | 17 juli               |                      |                      |   |                     |                     |
|  |                       |                      |                      |   |                     |                     |
|  | CMFC                  | 1                    |                      |   |                     |                     |
|  | CMFC                  | 1                    | 18 juli              |   |                     |                     |
|  | BV Paykan             | 3                    |                      |   |                     |                     |
|  | BV Paykan             | 3                    | BV Paykan            | 0 |                     |                     |
|  | 17 juli               |                      | BV Paykan            | 0 |                     |                     |
|  |                       | Garuda VC            | 3                    |   |                     |                     |
|  | Garuda VC             | Garuda VC            | 3                    | 3 |                     |                     |
|  | Garuda VC             |                      |                      | 3 |                     |                     |
|  | VTV Bình Điền Long An | 1                    |                      |   |                     |                     |
|  | VTV Bình Điền Long An | 1                    | Match om sjundeplats |   |                     |                     |
|  |                       |                      |                      |   |                     |                     |
|  | 18 juli               |                      |                      |   |                     |                     |
|  |                       |                      |                      |   |                     |                     |
|  | CMFC                  | 0                    |                      |   |                     |                     |
|  | CMFC                  | 0                    |                      |   |                     |                     |
|  | VTV Bình Điền Long An | 3                    |                      |   |                     |                     |

#### Matcher om plats 5-8
| Datum  | Tid   |           | Resultat |                       | Set 1 | Set 2 | Set 3 | Set 4 | Set 5 | Totalt | Rapport |
| ------ | ----- | --------- | -------- | --------------------- | ----- | ----- | ----- | ----- | ----- | ------ | ------- |
| 17 Jul | 10:00 | Garuda VC | 3–1      | VTV Bình Điền Long An | 25–19 | 25–23 | 15–25 | 25–20 |       | 90–87  | Rapport |
| 17 Jul | 12:30 | CMFC      | 1–3      | BV Paykan             | 24–26 | 20–25 | 25–22 | 13–25 |       | 82–98  | Rapport |

#### Match om sjundeplats
| Datum  | Tid   |      | Resultat |                       | Set 1 | Set 2 | Set 3 | Set 4 | Set 5 | Totalt | Rapport |
| ------ | ----- | ---- | -------- | --------------------- | ----- | ----- | ----- | ----- | ----- | ------ | ------- |
| 18 Jul | 10:00 | CMFC | 0–3      | VTV Bình Điền Long An | 19–25 | 22–25 | 16–25 |       |       | 57–75  | Rapport |

#### Match om femteplats
| Datum  | Tid   |           | Resultat |           | Set 1 | Set 2 | Set 3 | Set 4 | Set 5 | Totalt | Rapport |
| ------ | ----- | --------- | -------- | --------- | ----- | ----- | ----- | ----- | ----- | ------ | ------- |
| 18 Jul | 12:30 | BV Paykan | 0–3      | Garuda VC | 25–27 | 18–25 | 19–25 |       |       | 62–77  | Rapport |

## Slutplaceringar
| Rank | Lag                   |
| ---- | --------------------- |
| 1    | Supreme Chonburi      |
| 2    | NEC Red Rockets       |
| 3    | Jiangsu Zenith Steel  |
| 4    | VK Altaj              |
| 5    | Garuda VC             |
| 6    | BV Paykan             |
| 7    | VTV Bình Điền Long An |
| 8    | CMFC                  |
| 9    | Lanka Lions           |

|  | Kvalificerat för världsmästerskapet i volleyboll för klubblag 2019 |

| Mästare                       |
| ----------------------------- |
| Supreme Chonburi Andra titeln |

| Laguppställning |
| Supattra Pairoj, Piyanut Pannoy,Wipawee Srithong, Pleumjit Thinkaow, Patcharaporn Sittisad, Taylor Sandbothe,Chatchu-on Moksri, Wilavan Apinyapong (c), Nampueng Khamart, Nootsara Tomkom, Kullapa Piampongsann, Watchareeya Nuanjam, Ajcharaporn Kongyot, Fatou Diouck |
| Tränare |
| Nataphon Srisamutnak |

## Medaljörer
| Gold | Silver | Bronze |
| Supreme Chonburi | NEC Red Rockets | Jiangsu Zenith Steel |
| Supattra Pairoj Piyanut Pannoy Wipawee Srithong Pleumjit Thinkaow Patcharaporn Sittisad Chatchu-on Moksri Wilavan Apinyapong (c) Nampueng Khamart Nootsara Tomkom Taylor Sandbothe Kullapa Piampongsann Watchareeya Nuanjam Ajcharaporn Kongyot Fatou Diouck | Kana Ōno Kaori Ueno Kaname Yamaguchi Mizuki Yanakita (c) Yuna Okuyama Sayaka Iwasaki Sayaka Shinohara Nanami Hirose Misaki Yamauchi Shiori Tsukada Manami Kojima Shiori Aratani Nichika Yamada | Wu Han Rong Wanqianbai Wang Yuqi Yang Wenjin Zhou Xinyi Zang Qianqian Xu Ruoya (c) Wang Chenyue Bai Jie Chen Yixuan Wei Yuxin |

## Utmärkelser
| - Mest värdefulla spelare Ajcharaporn Kongyot (Supreme Chonburi) - Bästa passare Rong Wanqianbai (Jiangsu Zenith Steel) - Bästa vänsterspikrar Ajcharaporn Kongyot (Supreme Chonburi) Olga Kubassevich (VK Altaj) | - Bästa centrar Natalia Sharshakova (VK Altaj) Wang Chenyue (Jiangsu Zenith Steel) - Bästa högerspiker Nanami Hirose (NEC Red Rockets) - Bästa libero Sayaka Iwasaki (NEC Red Rockets) |